# Wayne Gretzky
Wayne Douglas Gretzky CC (ur. 26 stycznia 1961 w Brantford, Ontario) – kanadyjski zawodowy hokeista na lodzie, reprezentant Kanady, olimpijczyk.
Total Hockey: The Official Encyclopedia of the NHL nazywa Gretzky’ego „najlepszym zawodnikiem wszech czasów”. Jest on powszechnie uważany za najlepszego hokeistę swojej ery, ponadto został nieraz nazwany „najlepszym graczem hokeja w historii” („the greatest hockey player ever”) przez wielu dziennikarzy sportowych, graczy, trenerów i fanów. Obok wielu nagród i wyróżnień jakie otrzymał został też uhonorowany (jako jedyny gracz w historii) zastrzeżeniem jego numeru (99) przez całą ligę NHL. Do czasu tej decyzji numery zastrzegały dla swoich wybitnych zawodników tylko pojedyncze kluby. Na skutek decyzji ligi żaden zawodnik NHL nie zagra już z numerem 99.
Jego talent hokejowy został zauważony w młodym wieku i Gretzky regularnie występował w rozgrywkach przeznaczonych dla jego starszych kolegów. W wieku 17 lat przeszedł na zawodowstwo poprzez występy w World Hockey Association, które były wprowadzeniem do długiej kariery w NHL. Ustanowił 40 rekordów zdobytych punktów sezonu regularnego, 15 rekordów play-off, 6 rekordów meczu gwiazd NHL, zdobył 4-krotnie Puchar Stanleya z Edmonton Oilers oraz zdobył 9 razy tytuł MVP sezonu i 10 razy Art Ross Memorial Trophy. Jest jedynym jak dotąd zawodnikiem, który kiedykolwiek zdobył ponad 200 punktów w sezonie zasadniczym. W 15 sezonach NHL, a w 13 z rzędu, zdobył ponad 100 punktów.
Wayne Gretzky karierę zawodniczą zakończył w 1999 roku i został dyrektorem wykonawczym reprezentacji Kanady podczas Zimowych Igrzysk Olimpijskich 2002. Został także współwłaścicielem Phoenix Coyotes w 2000 roku, a po lokaucie w NHL w sezonie 2004/2005 również ich trenerem.
Jako zawodnik zyskał przydomek The Great One (pol. „Wspaniały / Wielki”). Później inni wybitni kanadyjscy zawodnicy zyskali w odniesieniu do jego osoby miano tzw. The Next One (pol. „Następny, Następca”) – byli nimi Eric Lindros, Sidney Crosby i John Tavares.

## Dzieciństwo i WHA
Dziadek Gretzky’ego wyemigrował do Kanady w 1917 z Grodna (ówcześnie Imperium Rosyjskie; dzisiejsza Białoruś). Gretzky był uzdolnionym dzieckiem. Oprócz hokeja, angażował się w wiele sportów, w szczególności w baseball. Rodzina starała się wychowywać Wayne’a i jego rodzeństwo w normalny sposób. Pomimo starań, wyjątkowe zdolności Wayne’a często były przyczyną zazdrości i nieodpowiedniego zachowania, szczególnie ze strony rodziców, zarówno kolegów z jego drużyny, jak i przeciwnej.
Zawsze grał na wyższym poziomie niż rówieśnicy. W wieku lat 6 jeździł na łyżwach z 10-latkami. Do dziesiątego roku życia strzelił 378 bramek i zaliczył 139 asyst w zaledwie 85 meczach w barwach Nadrofsky Steelers. W wieku 14 lat, dzięki staraniom rodziny, przeniósł się do Toronto, i zaczął grać w kategorii Junior B w drużynie Toronto Nationals. Uzyskał w niej nagrodę debiutanta roku w sezonie 1975-1976, zdobywając 60 punktów w 28 meczach. W następnym roku, już jako 15-latek, zdobył 72 punkty w 32 meczach w tej samej drużynie, znanej wtedy pod nazwą Seneca Nationals. Wtedy również podpisał swój pierwszy kontrakt z agentem.
Pomimo osiągnięć został pominięty przez dwie drużyny w OHA Midget Draft w 1977 roku. Zespół z Oshawa wybrał Toma McCarthy’ego, a Niagara Falls wybrali Steve’a Petersa z numerem drugim. Gretzky powędrował z „trójką” do drużyny Greyhounds, mimo iż Walter Gretzky wcześniej napisał list do zespołu, w którym przekazał, że Wayne nie przeprowadzi się do Sault Ste. Marie. Miasto leży w północnym Ontario, co powoduje, że jego juniorska drużyna musi pokonywać duże odległości przy rozgrywaniu meczów wyjazdowych. Młody Gretzky rozegrał w Ontario Hockey League jeden sezon, mając wtedy 16 lat. Wtedy zaczął nosić na plecach numer 99. Na początku chciał grać z numerem swojego hokejowego bohatera, Gordiego Howe’a, dziewiątką, lecz była ona już zajęta przez kolegę z zespołu – Briana Gualazziego. Numer 99 zasugerował Gretzky’emu trener Muzz MacPherson.
Jako 16-latek był najmłodszym zawodnikiem na Mistrzostwach Świata Juniorów rozegranych w Montrealu w 1978 roku. Pomimo wieku skończył tamten turniej jako najlepszy strzelec i został wybrany do Drużyny Gwiazd turnieju, a także uzyskał miano najlepszego napastnika tej imprezy.
Przed sezonem 1978/79 podpisał kontrakt z Indianapolis Racers z World Hockey Association. NHL nie pozwalało na podpisywanie kontraktów z zawodnikami przed 18. urodzinami, podczas gdy WHA nie miało takich ograniczeń. Właściciel Racers, Nelson Skalbania, podpisał kontrakt z 17-letnim zawodnikiem na osiem lat kontraktu osobistego (ang. personal services contract) wartego od 1,12 do 1,75 miliona dolarów. Skalbania wiedział, że historia ligi WHA zmierza ku końcowi i że jego Racers nie mają szans na adopcję przez NHL. Miał nadzieję podtrzymać swój zespół przy życiu na tyle długo, aby otrzymać rekompensatę od pozostałych zespołów WHA, gdy liga będzie kończyć działalność, i aby zarobić na sprzedaży swojej nowej, młodej sławy.
Jednak zaledwie po ośmiu spotkaniach sezonu Skalbania potrzebował pieniędzy i sprzedał Gretzky’ego byłemu partnerowi, a w tamtym czasie właścicielowi Edmonton Oilers, Peterowi Pocklingtonowi. Mimo iż ogłoszono sprzedaż za 850 tysięcy dolarów, Pocklington zapłacił tylko 700 tysięcy za Gretzky’ego, bramkarza Eddiego Mio oraz napastnika Petera Driscolla.
W dzień osiemnastych urodzin Wayne’a, 26 stycznia 1979 roku, Pocklington podpisał z nim 20-letni kontrakt osobisty (najdłuższy w historii hokeja na lodzie) wart 4-5 milionów dolarów. Gretzky skończył sezon ze 110 punktami (3. miejsce w lidze) i zdobył Lou Kaplan Trophy, jako najlepszy pierwszoroczniak ligi. Pomógł też Oilers skończyć na pierwszym miejscu w lidze. Nafciarze dotarli do finału Avco World Trophy, gdzie przegrali jednak z Winnipeg Jets. Był to jedyny sezon Wayne’a w WHA. Po tym sezonie liga zakończyła działalność.

## Kariera w NHL
Po rozpadzie World Hockey Association w 1979 roku, Edmonton Oilers wraz z trzema innymi klubami dołączył do NHL. Podpisanie Gretzky’ego kontraktem osobistym było bardzo dobrze przemyślanym ruchem właściciela Oilers. Wiedząc, że WHA ma kłopoty finansowe i jedyną szansą na przedłużenie życia jego klubu było przyjęcie go do NHL. Kiedy Oilers, Winnipeg Jets, Quebec Nordiques i New England Whalers dostali pozwolenie na przyłączenie się do NHL, wszystkie kontrakty zawodników WHA zostały unieważnione a sami zawodnicy zostali wrzuceni do jednego worka, z którego byli draftowani przez te cztery zespoły. Ponieważ jednak Gretzky nie był związany z Oilers tylko kontraktem zawodniczym, ale też kontraktem osobistym z samym właścicielem, był on zwolniony z obowiązku draftu. Dzięki takiemu rozwiązaniu kariera NHL Gretzky’ego zaczęła się właśnie w Oilers. Jego wyśmienita gra w WHA była kontynuowana w NHL, mimo głosów krytyków, którzy nie dawali mu szans w większej, bardziej wymagającej i utalentowanej lidze.

### Edmonton Oilers (1979-1988)
W pierwszym sezonie w NHL, 1979-80, Gretzky udowodnił, że jego krytycy nie mieli racji. Zdobył Hart Memorial Trophy jako najbardziej wartościowy zawodnik ligi (pierwszy z ośmiu z rzędu) i skończył sezon na pierwszym miejscu pod względem ilości punktów, których uzbierał 137. Tyle samo oczek zebrał Marcel Dionne. Żaden z graczy w historii NHL nie zdobył większej ilości punktów w pierwszym sezonie w tej lidze. Ponieważ Dionne zdobył więcej bramek (53 do 51) to właśnie on otrzymał Art Ross Trophy. Należy jednak wspomnieć, że Gretzky zagrał „tylko” w 79 meczach, przy 80 występach Dionne’a. Gretzky został też najmłodszym graczem, który zdobył minimum 50 bramek w sezonie, lecz nie mógł ubiegać się o Calder Memorial Trophy, z powodu wcześniejszego doświadczenia w innej lidze zawodowej (WHA). Mimo iż zasada ta została później zmieniona, najlepszym pierwszoroczniakiem został Ray Bourque z Boston Bruins.
W drugim sezonie Gretzky zdobył Art Ross Trophy (pierwszy z siedmiu z rzędu), ustanawiając wtedy rekord z 164 punktami, bijąc zarówno rekord asyst Bobby’ego Orra (102) i rekord punktów Phila Esposito (152). Gretzky sięgnął po drugi z rzędu Hart Trophy.
W sezonie 1981-82 Wayne pokonał 35-letni wynik Maurice’a „Rocket” Richarda z sezonu 1944-45 – 50 bramek w 50 meczach. Podobne osiągnięcie zaliczył na koncie Mike Bossy rok wcześniej, lecz Gretzky zdobył 50 bramek już po 39 spotkaniach sezonu. Bramka numer 50 padła 30 grudnia 1981 roku w ostatnich chwilach zwycięskiego meczu nad Philadelphia Flyers (7:5). Było to piąte trafienie Gretzky’ego w tamtym meczu. W trakcie sezonu upadł kolejny rekord Esposito – najwięcej bramek w sezonie (76). 24 lutego 1982 roku Gretzky przekroczył tę granicę strzelając trzy bramki w meczu przeciwko Buffalo Sabres, wygranym przez Oilers 6:3. Wayne zakończył ten rok bijąc wszystkie rekordy punktowe z 92 bramkami, 120 asystami, 212 punktami w 80 meczach. Stał się pierwszym, i jedynym jak na razie, zawodnikiem, który przekroczył pułap 200 oczek w sezonie. Po sezonie Gretzky został wybrany przez Associated Press Sportowcem Roku jako pierwszy w historii hokeista i Kanadyjczyk. Podobne wyróżnienie otrzymał też od magazynu Sports Illustrated.
Przez kolejne sezony Gretzky bił swoje rekordy ilości asyst (125 – 1982/83, 135 – 1984/85 i 164 – 1985/86) i przekraczał granicę 120 asyst jeszcze w sezonach 1986/87 (121) i 1990/91 (122). Poprawił też swój najlepszy wynik punktowy, zdobywając 215 oczek (sezon 1985-86). Pod koniec kariery w Edmonton Gretzky był w posiadaniu lub zrównał się z 49 rekordami NHL, co, samo w sobie, było rekordem.
Podczas gdy Oilers skończyli swój ostatni sezon w WHA na pierwszym miejscu tabeli, nie szło im tak samo dobrze na początku przygody w NHL. Jednak już po 4 sezonach byli jednymi z kandydatów do Pucharu Stanleya. Nafciarze byli młodą, silną drużyną z napastnikami pokroju Marka Messiera, Gretzky’ego, Glenna Andersona czy Jari Kurriego, obrońcą Paulem Coffeyem i bramkarzem Grante Fuhrem. Gretzky był kapitanem zespołu w latach 1983–1988. W 1983 roku Oilers dotarli do finału playoff, lecz przegrali w czterech meczach z obrońcami tytułu – New York Islanders. Rok później te dwa zespoły zmierzyły się ze sobą w finale ponownie. Tym razem lepsi okazali się hokeiści z Edmonton, sięgając po swój pierwszy tytuł z serii pięciu w ciągu siedmiu lat. Gretzky został uhonorowany Orderem Kanady 25 lipca 1984 roku za wyróżniające zasługi dla hokeja na lodzie. Ponieważ ceremonie wręczenia Orderu odbywają się zawsze podczas sezonu hokejowego, Gretzky musiał czekać 13 lat i siedem miesięcy na jego przyjęcie. W tym czasie dwukrotnie zmieniali się Gubernatorzy Generalni. Wayne wygrał jeszcze z Oilers Puchar Stanleya w latach 1985, 1987 i 1988. Nafciarze sięgnęli po niego jeszcze raz w roku 1990, bez Gretzky’ego w składzie.

### „Wielka Wymiana” – Los Angeles Kings (1988-1996)
9 sierpnia 1988 roku miała miejsce wymiana, która drastycznie odmieniła krajobraz NHL. Gretzky, razem z Martym McSorleyem i Mikiem Krushelnyskim zostali oddani przez Oilers do Los Angeles Kings w zamian za Jimmy’ego Carsona, Martina Gelinasa, 15 milionów dolarów i wybory w pierwszych rundach draftów w latach 1989 (Jason Soules), 1991 (Tyler Wright) i 1993 (Jason Arnott). „Wymiana” (ang. „The Trade”), jak oficjalnie mówi się o tym ruchu, wzburzyła Kanadyjczyków tak bardzo, że przewodniczący niższej izby parlamentu, Nelson Riis (New Democratic Party), żądał, aby została ona zablokowana przez rząd. Spalono również podobiznę Petera Pocklingtona. Sam Gretzky był uznany przez niektórych Kanadyjczyków za zdrajcę, gdyż odwrócił się od swojego kraju. Krążyły plotki, że motywacją do przeprowadzki do Kalifornii miała być chęć promowania kariery aktorskiej swojej żony. Inni twierdzili, że to Pocklington stał za wymianą, chcąc na niej sporo zarobić. Podczas pierwszego sezonu Gretzky’ego w Los Angeles, na mecze Kings zaczęło przychodzić więcej widzów, a hokej stał się bardziej popularny w mieście, w którym wcześniej nie notowano większego zainteresowania tą dyscypliną sportu. W latach 1989–1996 Gretzky był kapitanem Kings.
Na mecze w hali Great Western Forum, w której „Królowie” rozgrywali mecze, w czasie rozgrywek doprowadzających do playoffów w 1989 r. wielokrotnie wyprzedawano wszystkie bilety. Nie dawano im szans w półfinale Smythe Division w konfrontacji z obrońcami tytułu, Edmonton Oilers, lecz z pomocą nowej gwiazdy udało im się wydźwignąć ze stanu 1-3 i wygrać z byłym zespołem Gretzky’ego całą serię 4-3. Dopiero po raz drugi w karierze Gretzky nie był najlepiej punktującym zawodnikiem ligi, lecz pobił Mario Lemieux (199 punktów) w walce o Hart Trophy.
Przyjście Gretzky’ego do Los Angeles uznaje się za jeden z powodów pojawienia się na „mapie NHL” miast w USA, które historycznie niewiele miały z hokejem wspólnego. Podczas pobytu Wayne’a w LA do NHL dołączyły dwa inne zespoły z Kalifornii – Anaheim Mighty Ducks i San Jose Sharks. Jego popularność w Południowej Kalifornii popchnęła NHL do ustanawiania nowych drużyn również w innych częściach amerykańskiego „Pasa Słońca”. W roku 1990 Gretzky został nazwany przez Associated Press Sportowcem Dekady.
Wayne nie grał przez większość sezonu zasadniczego 1992/93 z powodu kontuzji pleców. Był to jedyny sezon, w którym nie był najlepszym strzelcem swojego zespołu. Wrócił jednak na playoffy, w których spisał się bardzo dobrze. Najlepszym występem był mecz numer 7 finału Campbell Conference, w którym zdobył hat-tricka przeciwko Toronto Maple Leafs, posyłając Kings do ich pierwszego wielkiego finału w historii. Po pokonaniu w pierwszym meczu Montréal Canadiens 4:1, Kings przegrali trzy kolejne mecze w dogrywkach, a w spotkaniu numer 5 Habs wygrali 4:1, nie pozwalając Gretzky’emu na oddanie nawet jednego strzału na bramkę.
Rok później, Gretzky pobił rekord Gordiego Howe’a pod względem strzelonych bramek i zdobył tytuł najlepszego strzelca ligi, lecz Kings zaczęli pochód w dół tabeli, który nie zmienił kierunku, mimo wielu zmian zawodników i trenerów. Nie udało im się awansować do playoff aż do 1998 roku. Długo przed tym, na własne życzenie, Wayne Gretzky został z Los Angeles już wytransferowany w poszukiwaniu innego klubu, z którym zdążyłby jeszcze raz sięgnąć po najwyższe trofeum w lidze.

### Przystanek w St. Louis (1996)
2 lutego 1996 roku Gretzky dołączył do St. Louis Blues w wymianie za Patrice’a Tardifa, Romana Vopata, Craiga Johnsona i wybory w drafcie. Zdobył tam 37 punktów w 31 meczach zarówno sezonu regularnego, jak i playoff. Blues zabrakło jednego zwycięstwa w dogrywce do dojścia do Finałów Konferencji. Podczas swojej krótkiej obecności Gretzky został kapitanem Blues. Nie znalazł jednak miejsca w zespole i nie dogadywał się na lodzie z nowym prawoskrzydłowym Brettem Hullem tak dobrze, jak się tego spodziewano. 12 lipca, jako wolny agent, podpisał kontrakt z New York Rangers, gdzie czekał na niego stary znajomy z Oilers, Mike Messier.

### New York Rangers (1996-1999)

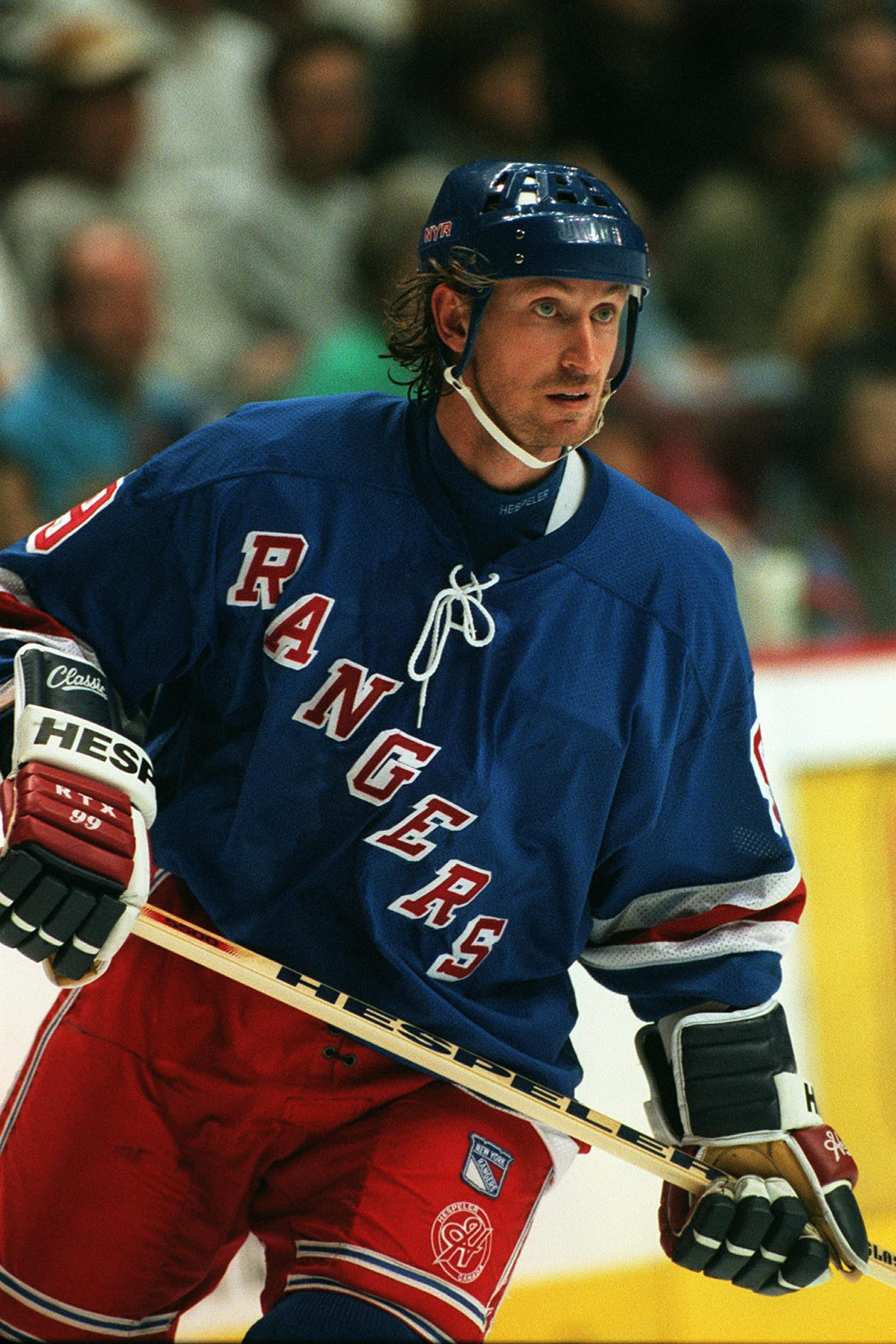
Gretzky w barwach New York Rangers

Gretzky zakończył karierę z Rangers. Grał tam trzy lata i pomógł drużynie dojść do Finału Konferencji Wschodniej w 1997 roku. Rangers zostali tam pokonani przez Philadelphia Flyers, którzy przegrali jednak w wielkim finale z Detroit Red Wings. Po raz pierwszy w karierze w NHL, Gretzky nie był kapitanem zespołu, w którym grał (koszulkę z literą „C” nosił tylko w przypadku kontuzji kapitana).
W 1997 roku magazyn The Hockey News poprosił 50 ekspertów hokejowych (byłych graczy, przedstawicieli mediów, trenerów i działaczy) o wybranie 50 najlepszych graczy w historii NHL. Gretzky znalazł się na pierwszym miejscu ich list.
Wayne wziął udział w Igrzyskach Olimpijskich w Nagano. Nie został jednak kapitanem drużyny narodowej. Honor ten przypadł w udziale młodemu Ericowi Lindrosowi, mimo obecności innych wielkich kanadyjskich graczy jak Steve Yzerman czy Ray Bourque. Kanadyjczycy liczyli na dużo od swojej drużyny, lecz bez Mario Lemieux, z którym Gretzky dobrze sobie radził w Pucharze Kanady w 1987 roku, i innych czołowych graczy, reprezentacja Klonowego Liścia przegrała w półfinale z Czechami. W tym spotkaniu kontrowersyjną decyzję podjął trener Marc Crawford, który nie wybrał Gretzky’ego do wykonywania rzutów karnych, którymi rozstrzygnięty został mecz. W meczu o brązowy medal Kanada przegrała z Finlandią 2:3, lecz Gretzky miał mimo wszystko namawiać kolegów z drużyny, aby wzięli następnie udział w ceremonii zakończenia igrzysk.
Gretzky rozegrał swój ostatni mecz w Kanadzie 16 kwietnia 1999 roku, remisując 2:2 z Ottawa Senators. Jego ostatni mecz w ogóle miał miejsce dwa dni później. Rangers przegrali to spotkanie z Pittsburgh Penguins 1:2 po dogrywce. To zwycięstwo, po bramce Jaromíra Jágra zagwarantowało Pingwinom awans z ostatniego miejsca do playoff, eliminując z tych rozgrywek właśnie Rangers. Hymny USA i Kanady, śpiewane przed meczem, zostały zmienione, aby uhonorować nimi odejście Gretzky’ego. W miejsce „O Canada, we stand on guard for thee” („O Kanado, stoimy na twojej straży”) Bryan Adams zaśpiewał „We’re going to miss Wayne Gretzky” („Będziemy tęsknić za Wayne’em Gretzkym”). W drugim hymnie, słowa „the land of the free” („kraj wolnych ludzi”) John Amirante zmienił na „the land of Wayne Gretzky” („kraj Wayne’a Gretzky’ego”). W tym spotkaniu Wayne zdobył swój ostatni punkt w karierze, asystując przy bramce Briana Leetcha. W obu ostatnich meczach Gretzky był wybierany wszystkimi trzema gwiazdami spotkania. Wcześniej, tylko Maurice Richard został w ten sposób uhonorowany, kiedy podczas finału o Puchar Stanleya 23 marca 1944 roku zdobył wszystkie pięć bramek w wygranym przez Montreal Canadiens meczu z Toronto Maple Leafs (5:1).
W momencie kończenia kariery, Gretzky był przedostatnim graczem WHA, uprawiającym czynnie zawodowy hokej. Ostatnim takim zawodnikiem był Mark Messier, który zakończył karierę 12 września 2005 roku.

## Umiejętności
Dominująca pozycja Gretzky’ego w okresie jego kariery hokejowej była przypisywana jego poświęceniu się treningowi (zgodnie z jego własnymi słowami – co najmniej 4–5 godzin dziennie), a także temu, że był hokejowym cudownym dzieckiem. Już w wieku lat 16 umiejętności Gretzky’ego były opisywane jako „magiczny dotyk”, jako że miał dobry strzał, prowadził krążek bardzo dobrze, a także nigdy nie przestawał grać w „obie strony” (czyli zarówno w obronie, jak i w ataku). Uważany był za gracza, który mógł być motorem każdej drużyny hokejowej, czego bezpośrednio dowodzi wpływ, jaki miał Gretzky na wyniki zespołu Los Angeles Kings po tym, jak do niego dołączył.
Jeśli chodzi o podstawowe zdolności atletyczne Gretzky nie był pod tym względem szczególny. Miał 180 centymetrów wzrostu i, jako 18-latek, zaczynał karierę w NHL z wagą zaledwie 72 kilogramów. Kończył ją w 1999 roku z wagą 83 kilogramów. Na początku przygody z NHL wielu krytyków tego młodego gracza twierdziło, że jest „za mały, giętki i za wolny aby dać sobie radę w NHL”. Z drugiej strony, nikt nie był w stanie mu dorównać pod względem inteligencji i czytania gry. Nikt tak jak on nie wiedział, w którym miejscu w danym momencie znajduje się krążek ani nie potrafił wykonać odpowiedniego ruchu, zagrania w najlepszym do tego momencie. Mówiło się, że ma oczy z tyłu głowy i że z łatwością ustawia się do uderzeń przeciwników, „tocząc się z nimi”.
Pod koniec kariery Gretzky stał się znany z umiejętności ustawiania się za bramką rywala. To miejsce dostało przydomek „Biuro Gretzky’ego”, gdyż to właśnie tam „chodził do pracy”, podając kolegom, takim jak Luc Robitaille czy Jari Kurri lub wyskakując zza siatki i zawijając krążek do bramki. Na cześć tej umiejętności w ostatnim meczu Gretzky’ego za bramkami, na lodzie namalowano dwie duże „99”. Bobby Orr pochwalił Gretzky’ego, że na lodzie „patrzy tak bardzo w przyszłość”, a sam Wayne powiedział, że ma”... przeczucie gdzie znajdzie jakiegoś kolegę z zespołu i często mogę podać w to miejsce bez patrzenia”.
Punkty z całej kariery Gretzky’ego, 2857 w sezonie regularnym i 382 w playoffach (w sumie 3239), dają trochę więcej niż dorobek wszystkich sześciu braci Sutter (2934+275=3209).

## Po zakończeniu kariery sportowej
Gretzky został przyjęty do Galerii Sław Hokeja 22 listopada 1999 roku, jako dziesiąty zawodnik w historii, który nie musiał odczekać 3-letniego okresu przejściowego. NHL wydała oświadczenie, że jest to ostatni taki przypadek. Następnie, w 2000 roku, został przyjęty do Galerii Sławy IIHF. Dodatkowo, podczas Meczu Gwiazd 2000, jego numer, 99, został zastrzeżony w całej lidze. W tym samym roku został ważnym członkiem zarządu klubu NHL Phoenix Coyotes. Powstałe wtedy plotki, jakoby Gretzky miał zostać trenerem Kojotów, zdusił w zarodku zarówno sam Gretzky, jak i właściciele klubu. Pomimo wcześniejszego odżegnywania się od tego pomysłu, Gretzky dostał jednak tę posadę 8 sierpnia 2005 roku. Tę decyzję ogłoszono pod koniec lokautu, który spowodował roczną przerwę w rozgrywkach w sezonie 2004/05, i mogła ona być jednym z chwytów marketingowych, mających na celu poprawienie nieciekawej sytuacji finansowej ligi.
Przed tą decyzją, kilku wartościowych zawodników przyszło do Phoenix z rynku wolnych agentów, mówiąc o szansie grania pod skrzydłami Gretzky’ego. Był wśród nich Brett Hull, który w trakcie kariery Wayne’a był przez krótki czas prawoskrzydłowym w jego linii. Hull zagrał jednak tylko pięć spotkań, w których zaliczył jedną asystę, po czym zakończył karierę.
Gretzky zadebiutował jako trener 5 października, lecz przegrał 2:3 z Vancouver Canucks. Pierwsze zwycięstwo za ławką zdobył 3 dni później w meczu z Minnesota Wild (2:1). 17 grudnia Gretzky wziął bezterminowy urlop, aby móc opiekować się chorą mamą w Brantford, w prowincji Ontario. Jego matka przegrała walkę z rakiem dwa dni później. Asystent Rick Tocchet kierował ławką Kojotów do powrotu Gretzky’ego, 28 grudnia. 5 czerwca 2006 roku prezes Coyotes, Jeff Shumway, poinformował, że Gretzky podpisał nowy, pięcioletni kontrakt z klubem i będzie przez ten czas jego trenerem.

### Zimowe Igrzyska Olimpijskie

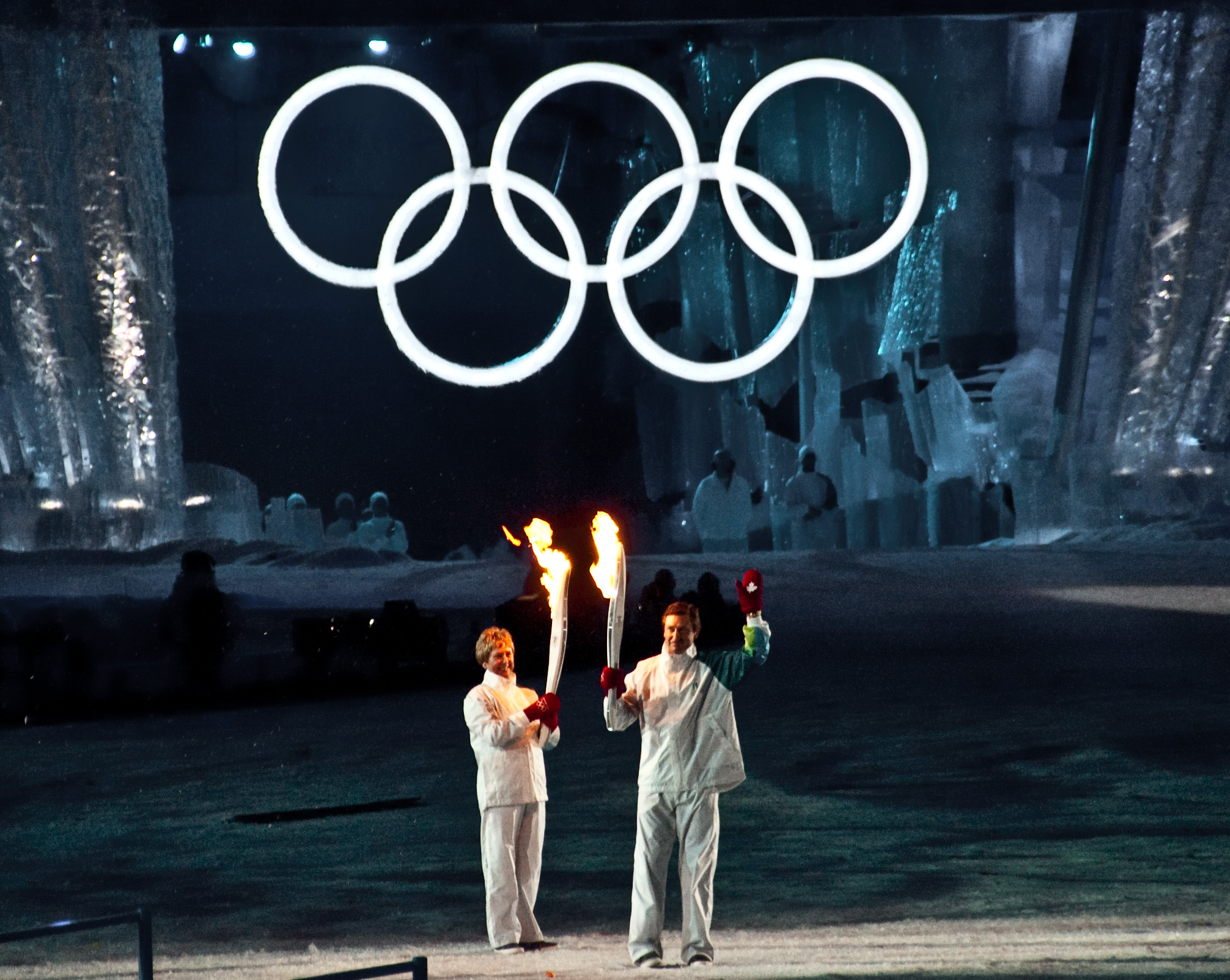
Z Nancy Greene podczas ceremonii otwarcia IO w Vancouver w 2010

Gretzky był też menadżerem męskiej reprezentacji hokeja na lodzie Kanady podczas igrzysk w Salt Lake City. Hokejowa reprezentacja Kanady zdobyła na tych igrzyskach złoty medal.
Tę samą funkcję powierzono Gretzky’emu cztery lata później w Turynie. Zespół odpadł w ćwierćfinale.
W 2005 był poproszony o bycie menadżerem drużyny Kanady przed Mistrzostwami Świata w 2005 roku. Ze względu na ciężką chorobę matki zmuszony był odmówić tej funkcji.
Na Zimowych Igrzyskach Olimpijskich w Vancouver brał udział w ceremonii otwarcia igrzysk. Był jedną z czterech osób zapalających znicz olimpijski.

### Heritage Classic
Chociaż Gretzky mówił, że nie ma zamiaru występować w żadnych grach pokazowych byłych zawodników, 22 listopada 2003 roku założył jeszcze raz łyżwy i zagrał w pokazowym spotkaniu na obchody 25-lecia Edmonton Oilers. „Heritage Classic” był pierwszym meczem NHL, który został rozegrany na świeżym powietrzu, na Commonwealth Stadium w Edmonton. Przed meczem NHL odbył się mecz Mega Gwiazd, w którym Gretzky spotkał się ponownie ze starymi znajomymi z Oilers (Messierem, Fuhrem, Kurrim, Lowem itp.). Ich przeciwnikami byli dawni gracze Montreal Canadiens jak Claude Lemieux czy Guy Lafleur. Mecz obejrzało 57 167 kibiców (rekord NHL) na stadionie, jak i miliony przed telewizorami. Zespół oldboyów Oilers wygrał 2:0 a Canadiens wygrali już prawdziwy mecz NHL, pokonując Oilers 4:3. Spotkanie to zostało potem wydane na DVD pod tytułem „Heritage Classic: A November to Remember” („Heritage Classic: Pamiętny Listopad”).

## Poza lodem
W 1984 roku Gretzky, podczas programu telewizyjnego Dance Fever (Taneczna gorączka), poznał amerykańską aktorkę Janet Jones (Gretzky był sędzią, Jones była tancerką). Zaczęli ze sobą chodzić po ponownym spotkaniu na meczu Los Angeles Lakers w 1987 roku. 17 lipca 1988 wzięli ślub. Ślub miał iście królewską oprawę i był transmitowany na żywo w całej Kanadzie z St. Joseph’s Basilica w Edmonton (choć ani Gretzky, ani Jones nie są katolikami). Strażacy brali udział w ceremonii jako strażnicy na schodach kościoła. Wayne i Janet mają pięcioro dzieci: Paulina Mary Jean (ur. 19 grudnia 1988), Ty Robert (ur. 9 lipca 1990), Trevor Douglas (ur. 14 września 1992), Tristan Wayne (ur. 2 sierpnia 2000) i Emma Marie (ur. 28 marca 2003). Na stałe mieszka w USA. Podczas sezonu 2005/06 Wayne mieszkał razem z synem, Ty, w Arizonie, podczas gdy żona i reszta dzieci przebywali w Thousand Oaks, w Kalifornii. Ty gra w Shattuck-Saint Mary’s Midget AA hockey team – do tej samej szkoły uczęszczał Sidney Crosby.
W 1991 roku Gretzky, razem z Bruce McNall i John Candy kupili klub CFL Toronto Argonauts. Razem z McNall kupił też kartę Honusa Wagnera z serii T206 (różnego rodzaju karty były dodawane do papierosów, w celu usztywnienia pudełek). Ta konkretna karta jest uważana za „Świętego Graala” wśród kolekcjonerów, a jej wartość przekracza 2 miliony dolarów. Gretzky był gospodarzem programu Saturday Night Live w 1989 roku (jako pierwszy, i jedyny do tej pory, hokeista).
Gretzky nie unika też reklamowania różnych produktów. W czasie pobytu w Edmonton Gretzky reklamował jeansy, własną linię tapet ściennych, poszwy na poduszki, płatki śniadaniowe, czekoladę, zegarki, pudełka śniadaniowe i lalki firmy Mattel. Inne produkty, wspierane nazwiskiem Gretzky’ego to kije hokejowe firm Koho, Tita i Easton, wypożyczalnia samochodów Thrifty, odmrażacz Peak, Ford-Kanada, Coca-Cola, Esso, McDonald’s, zupa Campbealla, All-Star Café, Primestar TV, Upper Deck, Nike, Ultra Wheels, karty Hallmark, ubezpieczenia Zürich, 7 Up, Tylenol, Canadian Imperial Bank i Power Automotive Group. Razem z synem reklamował też kamerę Sharp Viewcam. Gretzky użyczył swojego wizerunku (razem z Michaelem Jordanem i Bo Jacksonem) w 1992 roku programowi animowanemu ProStars, a także grom komputerowym w latach 1991, 1996, 2004 i 2006. Magaznyn Forbes oszacował, że Gretzky zarobił, w latach 1990–1998, 93.8 milionów dolarów. W 1998 Gretzky uruchomił własną linię ubrań męskich i podpisał umowę licencyjną z firmą zajmującą się kartami telefonicznymi. Model kasku, w którym przez całą karierę grał Gretzky, Jofa VM, jest znany jako „kask Gretzky’ego”, chociaż był też noszony przez innych graczy NHL. Kaski te są dzisiaj zbierane przez kolekcjonerów. W 2004 roku powstała figurka z Gretzkym, stworzona przez McFarlane Toys, którą prowadzi współwłaściciel Oilers i twórca serii Spawn Todd McFarlane.
W 2005 wystąpił w teledysku do piosenki grupy Nickelback pt. Rockstar.

### Kontrowersje dotyczące hazardu
7 lutego 2006 drugi trener Coyotes, Rick Tocchet, został powiązany z nielegalnym działaniami hazardowymi w New Jersey. Zakłady miały być przyjmowane od zawodników NHL, Janet Jones i generalnego menadżera Coyotes Michaela Barnetta, który przyznał się policji, że postawił zakład na wynik Superbow XL razem z Tocchetem. Gretzky wydał oświadczenie takiej treści: Nie zrobiłem nic złego ani nic co ma cokolwiek związanego z zakładami. To nigdy nie miało miejsca... Powtórzę to jeszcze raz: Nie stawiałem zakładów, nie miało to miejsca, nie będzie miało, nigdy, nie zrobiłem tego.
Doniesienia gazety Newark Star-Ledger mówiły, że policja stanowa z New Jersey posiada kasety z podsłuchami, na których Gretzky rozmawia z Tocchetem. Źródła gazety mówiły jednak, że nie ma żadnych dowodów na to, że Gretzky brał osobiście udział w stawianiu zakładów, lecz policja starała się dowiedzieć, czy nie robił tego przez swoją żonę. 16 lutego 2006 podano do wiadomości informację, że Gretzky’emu ani jego żonie raczej nie zostaną postawione żadne zarzuty.
15 marca prokurator generalny z New Jersey poinformował, że wezwie Jones, aby zeznawała, jak zbierze się ława przysięgłych, mająca stwierdzić czy sprawa ma wystarczającą liczbę dowodów, aby pójść z nią do sądu. 8 maja Tocchet i Jones przedstawili, osobno, powiadomienia, że zamierzają pozwać stan New Jersey o 50 milionów dolarów za oszczerstwo, twierdząc, że dochodzenie popsuło im reputację i pozbawiło ich kilku możliwości biznesowych. Były policjant James Harney 3 sierpnia przyznał się do zarzutów w sprawie działań przestępczych i promocji hazardu i przyrzekł pomóc władzom w ich sprawie przeciwko Tocchetowi.

## Transakcje
- 12 czerwca 1978 – Podpisał, jako wolny agent, kontrakt z Indianapolis Racers.
- 2 listopada 1978 – Oddany przez Indianapolis Racers, razem z Eddiem Mio i Peterem Driscollem, do Edmonton Oilers w zamian za 700 tysięcy dolarów i przyszłe korzyści.
- 9 sierpnia 1988 – Oddany przez Edmonton Oilers, razem z Mikiem Krushelnyskim i Martym McSorleyem, do Los Angeles Kings w zamian za Jimmy’ego Carsona, Martina Gelinasa, wybory w pierwszej rundzie draftu w latach 1989, 1991 i 1993 oraz 15 milionów dolarów.
- 27 lutego 1996 – Oddany przez Los Angeles Kings do St. Louis Blues w zamian za Romana Vopata, Craiga Johnsona, Patrice’a Tardifa, wybór w 5. rundzie draftu 1996 i wybór w 1. rundzie draftu 1997.
- 21 lipca 1996 – Podpisał, jako wolny agent, kontrakt z New York Rangers.

## Statystyki kariery

### Klubowe
| 1975-76                   | Toronto Nationals           | MetJHL                    | 28   | 27  | 33   | 60   | 7   | –    | –   | –  | –  | –   | –   | –   | –   | –  |
| 1976-77                   | Seneca Nationals            | MetJHL                    | 32   | 36  | 36   | 72   | 35  | –    | –   | –  | –  | 23  | 40  | 35  | 75  | –  |
| 1976-77                   | Peterborough Petes          | OMJHL                     | 3    | 0   | 3    | 3    | 0   | –    | –   | –  | –  | –   | –   | –   | –   | –  |
| 1977-78                   | Sault Ste. Marie Greyhounds | OMJHL                     | 64   | 70  | 112  | 182  | 14  | –    | –   | –  | –  | –   | –   | –   | –   | –  |
| 1978-79                   | Indianapolis Racers         | WHA                       | 8    | 3   | 3    | 6    | 0   | –    | –   | –  | –  | –   | –   | –   | –   | –  |
| 1978-79                   | Edmonton Oilers             | WHA                       | 72   | 43  | 61   | 104  | 19  | –    | –   | –  | –  | 13  | 10  | 10  | 20  | 2  |
| 1979-80                   | Edmonton Oilers             | NHL                       | 79   | 51  | 86   | 137  | 21  | +15  | 13  | 1  | 6  | 3   | 2   | 1   | 3   | 0  |
| 1980-81                   | Edmonton Oilers             | NHL                       | 80   | 55  | 109  | 164  | 28  | +41  | 15  | 4  | 3  | 9   | 7   | 14  | 21  | 4  |
| 1981-82                   | Edmonton Oilers             | NHL                       | 80   | 92  | 120  | 212  | 26  | +81  | 18  | 6  | 12 | 5   | 5   | 7   | 12  | 8  |
| 1982-83                   | Edmonton Oilers             | NHL                       | 80   | 71  | 125  | 196  | 59  | +60  | 18  | 6  | 9  | 16  | 12  | 26  | 38  | 4  |
| 1983-84                   | Edmonton Oilers             | NHL                       | 74   | 87  | 118  | 205  | 39  | +76  | 20  | 12 | 11 | 19  | 13  | 22  | 35  | 12 |
| 1984-85                   | Edmonton Oilers             | NHL                       | 80   | 73  | 135  | 208  | 52  | +98  | 8   | 11 | 7  | 18  | 17  | 30  | 47  | 4  |
| 1985-86                   | Edmonton Oilers             | NHL                       | 80   | 52  | 163  | 215  | 46  | +71  | 11  | 3  | 6  | 10  | 8   | 11  | 19  | 2  |
| 1986-87                   | Edmonton Oilers             | NHL                       | 79   | 62  | 121  | 183  | 28  | +70  | 13  | 7  | 4  | 21  | 5   | 29  | 34  | 6  |
| 1987-88                   | Edmonton Oilers             | NHL                       | 64   | 40  | 109  | 149  | 24  | +39  | 9   | 5  | 3  | 19  | 12  | 31  | 43  | 16 |
| 1988-89                   | Los Angeles Kings           | NHL                       | 78   | 54  | 114  | 168  | 26  | +15  | 11  | 5  | 5  | 11  | 5   | 17  | 22  | 0  |
| 1989-90                   | Los Angeles Kings           | NHL                       | 73   | 40  | 102  | 142  | 42  | +8   | 10  | 4  | 4  | 7   | 3   | 7   | 10  | 0  |
| 1990-91                   | Los Angeles Kings           | NHL                       | 78   | 41  | 122  | 163  | 16  | +30  | 8   | 0  | 5  | 12  | 4   | 11  | 15  | 2  |
| 1991-92                   | Los Angeles Kings           | NHL                       | 74   | 31  | 90   | 121  | 34  | –12  | 12  | 2  | 2  | 6   | 2   | 5   | 7   | 2  |
| 1992-93                   | Los Angeles Kings           | NHL                       | 45   | 16  | 49   | 65   | 6   | +6   | 0   | 2  | 1  | 24  | 15  | 25  | 40  | 4  |
| 1993-94                   | Los Angeles Kings           | NHL                       | 81   | 38  | 92   | 130  | 20  | –25  | 14  | 4  | 0  | –   | –   | –   | –   | –  |
| 1994-95                   | Los Angeles Kings           | NHL                       | 48   | 11  | 37   | 48   | 6   | –20  | 3   | 0  | 1  | –   | –   | –   | –   | –  |
| 1995-96                   | Los Angeles Kings           | NHL                       | 62   | 15  | 66   | 81   | 32  | –7   | 5   | 0  | 2  | –   | –   | –   | –   | –  |
| 1995-96                   | St. Louis Blues             | NHL                       | 18   | 8   | 13   | 21   | 2   | –6   | 1   | 1  | 1  | 13  | 2   | 14  | 16  | 0  |
| 1996-97                   | New York Rangers            | NHL                       | 82   | 25  | 72   | 97   | 28  | +12  | 6   | 0  | 2  | 15  | 10  | 10  | 20  | 2  |
| 1997-98                   | New York Rangers            | NHL                       | 82   | 23  | 67   | 90   | 28  | –11  | 6   | 0  | 4  | –   | –   | –   | –   | –  |
| 1998-99                   | New York Rangers            | NHL                       | 70   | 9   | 53   | 62   | 14  | –23  | 3   | 0  | 3  | –   | –   | –   | –   | –  |
| Razem w MetJHL (2 sezony) | Razem w MetJHL (2 sezony)   | Razem w MetJHL (2 sezony) | 60   | 63  | 69   | 132  | 42  | –    | –   | –  | –  | –   | –   | –   | –   | –  |
| Razem w OMJHL (2 sezony)  | Razem w OMJHL (2 sezony)    | Razem w OMJHL (2 sezony)  | 67   | 70  | 115  | 185  | 14  | –    | –   | –  | –  | 13  | 6   | 20  | 26  | 0  |
| Razem w WHA (1 sezon)     | Razem w WHA (1 sezon)       | Razem w WHA (1 sezon)     | 80   | 46  | 64   | 110  | 19  | +20  | 9   | –  | –  | 13  | 10  | 10  | 20  | 2  |
| Razem w NHL (20 sezonów)  | Razem w NHL (20 sezonów)    | Razem w NHL (20 sezonów)  | 1487 | 894 | 1963 | 2857 | 577 | +518 | 204 | 73 | 91 | 208 | 122 | 260 | 382 | 66 |

### Reprezentacyjne
| Rok                | Drużyna            | Turniej            | Miejsce            |    | M  | G  | A   | Pkt | Kary |
| ------------------ | ------------------ | ------------------ | ------------------ | -- | -- | -- | --- | --- | ---- |
| 1978               | Kanada U-20        | MŚJ                | 3                  | 6  | 8  | 9  | 17  | 2   |      |
| 1981               | Kanada             | CC                 | 2                  | 37 | 5  | 7  | 12  | 2   |      |
| 1982               | Kanada             | MŚ                 | 3                  | 10 | 6  | 8  | 14  | 0   |      |
| 1984               | Kanada             | CC                 | 1                  | 8  | 5  | 7  | 12  | 2   |      |
| 1987               | NHL All-Stars      | Rendez-vous ’87    | N/A                | 2  | 0  | 4  | 4   | 0   |      |
| 1987               | Kanada             | CC                 | 1                  | 9  | 3  | 18 | 21  | 2   |      |
| 1991               | Kanada             | CC                 | 1                  | 7  | 4  | 8  | 12  | 2   |      |
| 1996               | Kanada             | PŚ                 | 2                  | 8  | 3  | 4  | 7   | 2   |      |
| 1998               | Kanada             | IO                 | 4                  | 6  | 0  | 4  | 4   | 2   |      |
| Ogółem jako junior | Ogółem jako junior | Ogółem jako junior | Ogółem jako junior | 6  | 8  | 9  | 17  | 2   |      |
| Ogółem jako senior | Ogółem jako senior | Ogółem jako senior | Ogółem jako senior | 57 | 26 | 60 | 86  | 12  |      |
| Razem              | Razem              | Razem              | Razem              | 63 | 34 | 69 | 103 | 14  |      |

## Osiągnięcia

### Rekordy NHL

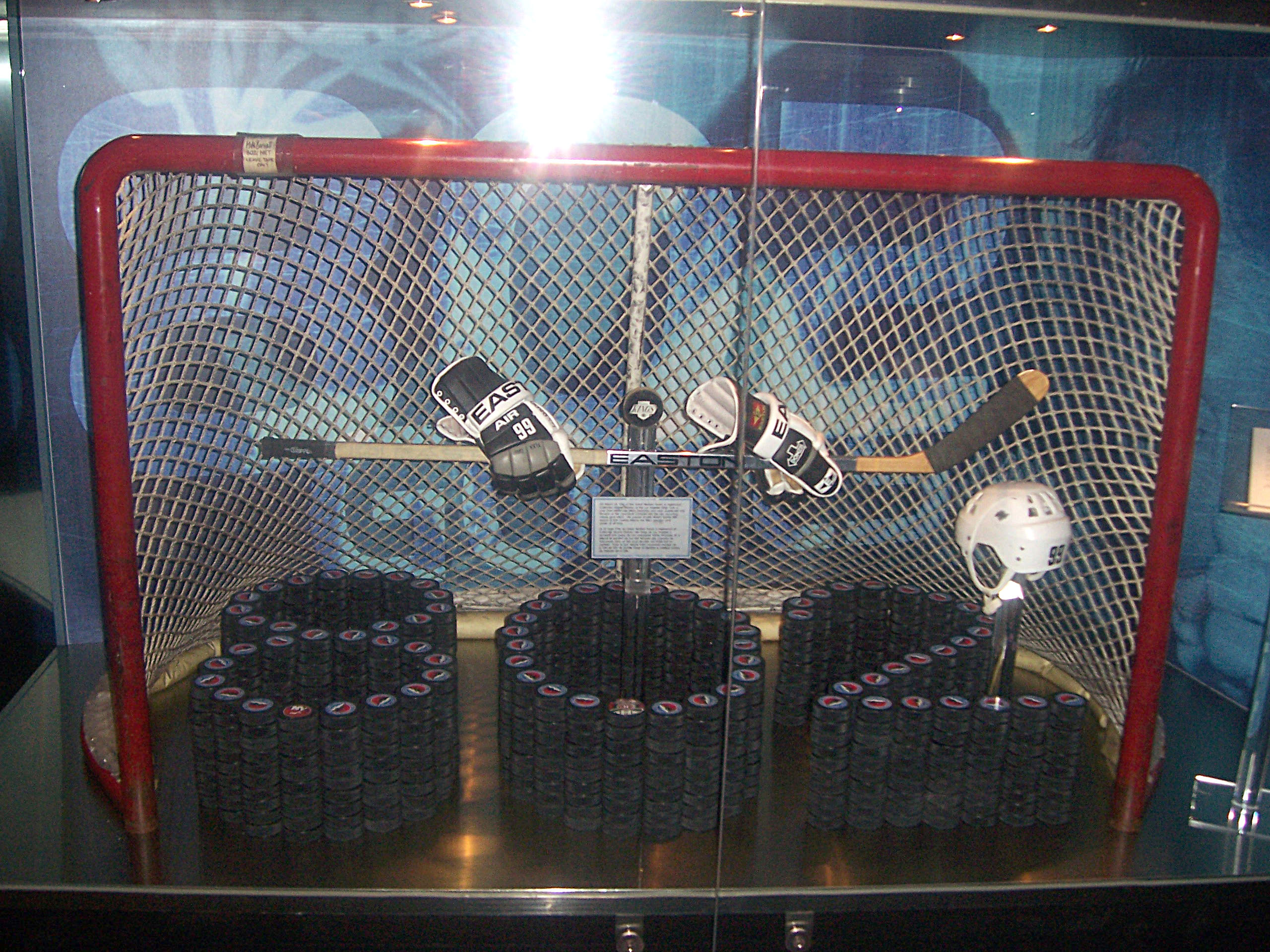
Eksponat w Galerii Sław Hokeja dla upamiętnienia strzelenia przez hokeistę 802 gola w NHL

W momencie zakończenia kariery (18 kwietnia 1999) Gretzky był w posiadaniu lub wyrównał 61 rekordów NHL, w tym 40 rekordów sezonu zasadniczego, 15 playoffów i 6 wszech czasów.
Wśród rekordów sezonu zasadniczego warto zwrócić uwagę na największą liczbę bramek w sezonie (92), największą liczbę asyst w sezonie (163), największą liczbę punktów w sezonie (215), najszybciej zdobyte 50 bramek w jednym sezonie (39 spotkań) oraz największą liczbę bramek w 50 meczach (61, wynik uzyskany przez niego dwukrotnie). W sezonie 1983-84 Wayne zdobył przynajmniej jeden punkt przez 51 kolejnych spotkań, zapisując w tym okresie na koncie 61 bramek i 92 asysty (153 punkty).
W statystykach wszech czasów Gretzky zdobył największą liczbę asyst (1963), punktów (2857) i hat-tricków (50) w sezonie regularnym. Pod względem zdobyczy punktowych na drugim miejscu znajduje się Mark Messier z wynikiem 1887 – sama liczba asyst Gretzky’ego przewyższa liczbę punktów każdego innego zawodnika NHL. W sumie, w sezonach zasadniczych i playoffach zawodnik zdobył 3239 punktów. Od 23 marca 1994 do 6 kwietnia 2025 roku był samodzielnym rekordzistą pod względem liczby zdobytych bramek (894), jego osiągnięcie o jedną zdobytą bramkę więcej poprawił rosyjski hokeista Aleksandr Owieczkin.
Jego 47 punktów z roku 1985 i 31 asyst z roku 1988 są ciągle najlepszymi wynikami osiągniętymi w jednej rundzie playoff. Do niego należą też rekordy ilości bramek zdobytych w playoffach (122), asyst (260), punktów (382), hat-tricków (10) i bramek dających zwycięstwo (24).

### Nagrody

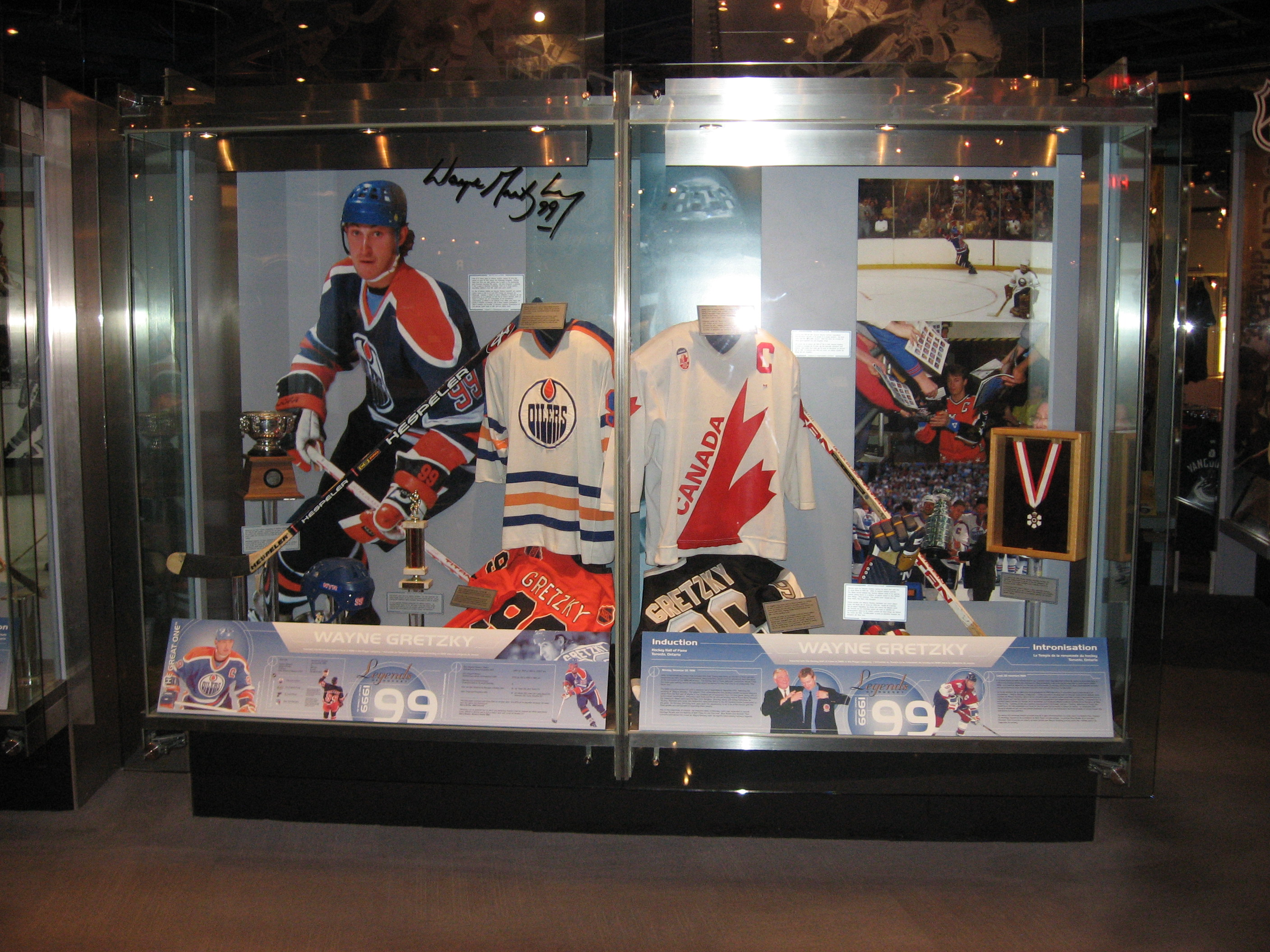
Gablota hokeisty w Galerii Sław Hokeja

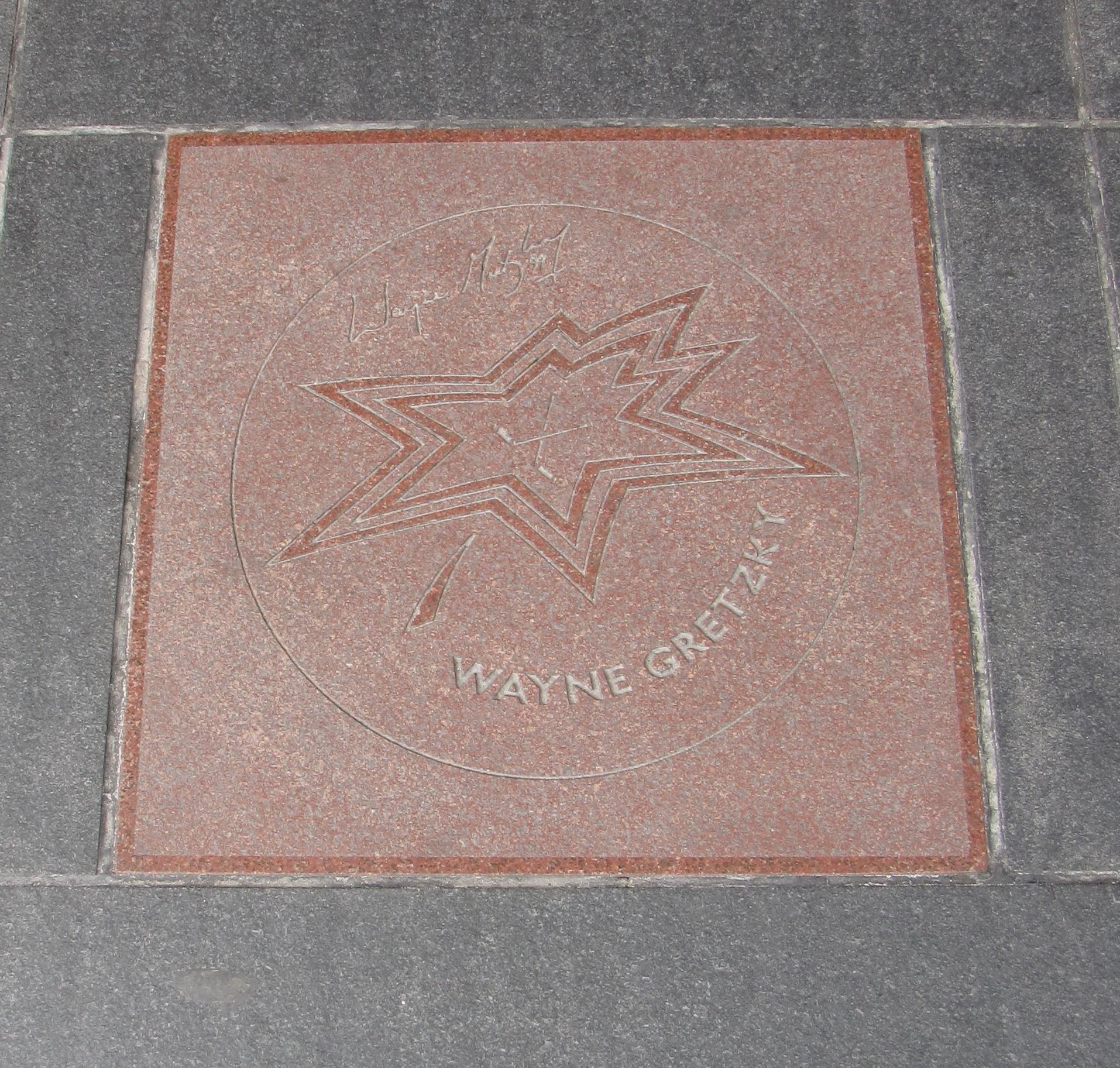
Gwiazda Wayne'a Gretzky'ego w Kanadyjskiej Alei Sław w Toronto

Gretzky dziewięć razy sięgał po Hart Memorial Trophy, z czego osiem z nich otrzymał z rzędu w latach 1980–1987. Wśród wszystkich zawodowych sportów północnoamerykańskich to właśnie on najczęściej był wybierany MVP ligi.
- Lou Kaplan Trophy (WHA debiutant roku) – 1979
- Hart Memorial Trophy (najbardziej wartościowy zawodnik (MVP) sezonu zasadniczego) – 1980–87, 1989
- Art Ross Trophy (największa liczba punktów) – 1981–87, 1990, 1991, 1994
- Conn Smythe Trophy (najbardziej wartościowy zawodnik playoffów) – 1985, 1988
- Lester B. Pearson Award (najlepszy zawodnik, wybierany przez zawodników) – 1982–85, 1987
- Lady Byng Memorial Trophy (najuczciwszy zawodnik) – 1980, 1991, 1992, 1994, 1999
- NHL Plus/Minus Award (najlepsza statystyka plus-minus) – 1982, 1984, 1985, 1987
- Chrysler-Dodge/NHL Performer of the Year – 1985–87
- Lester Patrick Trophy (nagroda za wybitny wkład w popularyzację hokeja w Stanach Zjednoczonych) – 1994
- Lou Marsh Trophy (najlepszy kanadyjski sportowiec roku) – 1982, 1983, 1985, 1989
- MVP Meczu Gwiazd NHL – 1983, 1989, 1999
- Pierwszy skład NHL – 1981–1987, 1991
- Drugi skład gwiazd NHL – 1980, 1988–90, 1994, 1997, 1998

### Wyróżnienia
- W 1998 roku, został numerem 1 na liście 100 Najlepszych Hokeistów magazynu The Hockey News
- Order of Hockey in Canada – 2012[45]
- Companion Orderu Kanady – 2009[46]
- Officer Orderu Kanady[47] – nadanie 1984, wręczenie (inwestytura) 1998[46]
- Skład Stulecia IIHF: 2008[48].
- Pierwszy nie-amerykański zdobywca nagrody Horatio Algera[49]
- Otrzymał własną gwiazdę na kanadyjskiej Alei Gwiazd[50]

## Upamiętnienia
Jego imieniem nazwano dwie nagrody w lidze Ontario Hockey League (OHL).
- Wayne Gretzky Trophy – drużynowa, dla zwycięskiego zespołu w konferencji zachodniej
- Wayne Gretzky 99 Award – indywidualna, dla Najbardziej Wartościowego Zawodnika (MVP) fazy play-off